# Messastrum gracile
Messastrum, monotipaki rod slatkovodnih zelenih algi iz porodice Selenastraceae. Opisan je tek 2016. godine premještanjem vrste Selenastrum gracile u vlastiti rod.